# Jack Bush
John Hamilton „Jack“ Bush (* 20. März 1909 in Toronto, Ontario, Kanada; † 24. Januar 1977 ebenda) war ein kanadischer Maler, bekannt für seine Werke im Stil des Color Field Painting und der lyrischen Abstraktion. Er war Gründungsmitglied der Künstlergruppe Painters Eleven, eine zentrale Figur der modernen Kunst in Kanada und einer der ersten kanadischen Künstler seiner Generation, die eine erfolgreiche internationale Karriere gemacht haben. Große Retrospektiven seines Schaffens fanden 1976 in der Art Gallery of Ontario und 2014 in der National Gallery of Canada statt.

## Leben
Jack Bush wuchs in London (Ontario) und Montreal (Québec) auf. Er begann seine berufliche Laufbahn als Werbegrafiker im Betrieb seines Vaters in Montreal und zog 1928 nach Toronto, wo er bei der Rapid Grip Company arbeitete. Seine Begeisterung für die bildende Kunst wurde durch Kontakte zur Group of Seven entfacht. In den 1930er Jahren besuchte er Abendkurse am Ontario College of Art und malte nebenbei. Bis 1968 arbeitete er als Werbegrafiker. In den 1930er und 1940er Jahren war Jack Bush ein Landschafts- und Figurenmaler im Stil der Ontario Society of Artists und der Canadian Group of Painters. Seine Werke dieser Zeit zeigen eine ausgeprägte persönliche Handschrift, oft mit dynamischen Wolkenformationen oder figurativen Gruppierungen.
In den 1950er Jahren wandte sich Jack Bush, wie viele seiner Zeitgenossen, der abstrakten Kunst zu. 1953 war er Mitbegründer der Künstlergruppe Painters Eleven, die das Ziel verfolgte, die kanadische Kunst in die internationale Moderne einzubinden. Ein entscheidender Wendepunkt war die Begegnung mit dem amerikanischen Kunstkritiker Clement Greenberg im Jahr 1957, der Bush ermutigte, sich auf seine Aquarelltechniken zu konzentrieren und diese auf großformatige Leinwände zu übertragen. Dies führte zu seiner charakteristischen Handschrift in großflächigen, dünn aufgetragenen Farbschichten. Zwischen 1958 und 1966 arbeitete Bush vor allem mit verdünnter Ölfarbe auf ungrundierten Leinwänden. 1966 stellte er auf wasserbasierte Acrylfarben um, die brillantere Farben ermöglichten.
In den 1960er Jahren experimentierte Bush mit kräftigen Farben und verschiedenen Formen wie Farbbalken und „Schärpen“. In den 1970er Jahren führten seine Experimente zu einer Vielfalt von Motiven, darunter farbige Bänder, Totems und musikalische Themen. Vor allem seine Gouachen zählen zu den herausragenden Papierarbeiten seiner Zeit. Jack Bushs Inspirationen stammten aus alltäglichen Quellen wie Geschenkverpackungen, Nationalflaggen, Krawatten und Schaufensterauslagen. Er bezeichnete seine Kompositionen oft als „Layouts“, ein Begriff aus der Werbegrafik. Dennoch vermieden seine Werke jede Glätte und behielten stets eine handgemachte Qualität, die sie von zeitgenössischen abstrakten Arbeiten unterschied.
Jack Bushs Arbeiten wurden ab den 1960er Jahren zunehmend international ausgestellt. 1964 waren seine Werke Teil der Ausstellung Post Painterly Abstraction, organisiert von Clement Greenberg. 1967 vertrat er Kanada bei der Biennale von São Paulo. Seine Werke befinden sich heute in bedeutenden Sammlungen, darunter die Tate Gallery in London und das Museum of Fine Arts in Boston.
Jack Bush starb 1977 kurz nach der Eröffnung seiner Retrospektive in Edmonton.